# DirecTV-10
DirecTV-10 — коммерческий телекоммуникационный спутник с точкой стояния на геостационарной орбите 102,8° западной долготы, принадлежащий американской компании DIRECTV, Inc.
Спутник изготовлен на платформе Boeing 702—2000, компанией Boeing Space and Intelligence Systems. Предназначен для обеспечения трансляции цифрового телевидения высокой чёткости HDTV на материковой части США, Аляске, Гавайских островах
Спутник имеет массу при отделении от разгонного блока 5893 кг и сухую массу 3715 кг. Энергоснабжение обеспечивается солнечными батареями, имеющими размах 48 метров. Полезная нагрузка состоит из 32 активных и 12 резервных транспондеров высокой мощности и 55 активных и 15 запасных транспондера меньшей мощности, для местного вещания на отдельные районы США. Для приёма и передачи имеется 11 антенных рефлекторов.
DirecTV-10 успешно выведен на орбиту 7 июля 2007 года с космодрома Байконур, с применением РН Протон-М и разгонного блока Бриз-М и стал третьим спутником серии DirecTV, выведенным на орбиту этой ракетой-носителем. Предыдущие запуски — DirecTV-5 и DirecTV-8.